# 赵宜喜
赵宜喜，江西南丰人，是一名清朝政治人物。监生出身。
赵宜喜曾于1799年接替李廷敬任苏松道道员一职，由李廷敬接任。